# Национальный Тайваньский симфонический оркестр

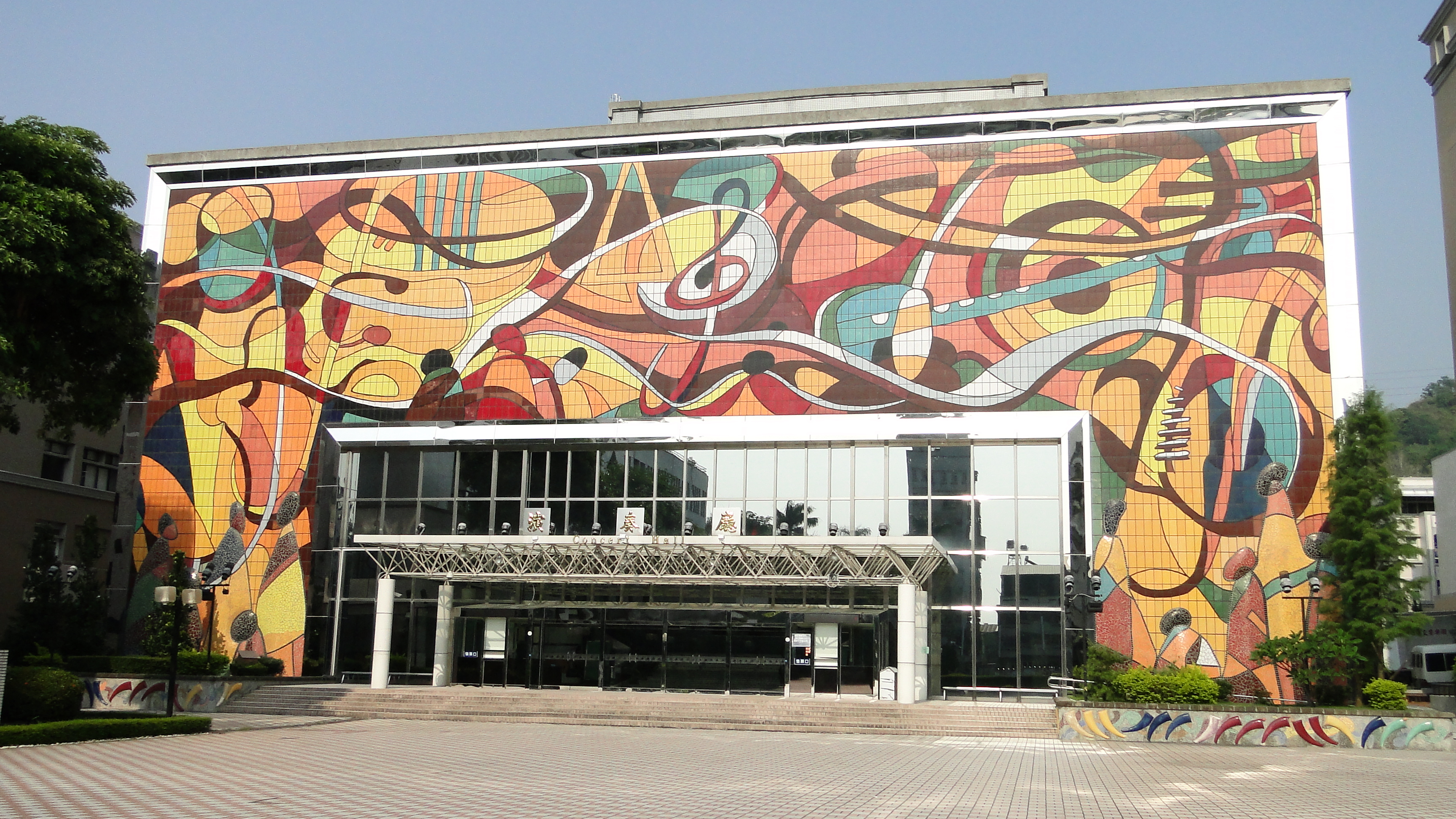
Концертный зал Национального Тайваньского симфонического оркестра в Тайчжуне

Национальный Тайваньский симфонический оркестр (кит. 國立臺灣交響樂團) — старейший симфонический оркестр Тайваня, основанный в 1945 году. Действовал под разными названиями, в том числе многие годы как Тайваньский провинциальный симфонический оркестр; под текущим названием с 1999 года. Имеется в городе Тайчжун.
Оркестр был учреждён 1 декабря 1945 года как гарнизонный оркестр Тайваня, у его истоков стоял заметный китайский дирижёр и композитор Цай Цзикунь. На протяжении первых полутора десятилетий своей истории оркестр испытывал значительные трудности, переходя из одной административной юрисдикции в другую, пока в 1960 году не обрёл относительную стабильность, оказавшись под патронажем Национального Тайваньского нормального университета. В 1970-е годы пережил новые реформы, завершившиеся в 1978 году постройкой собственного концертного зала. С этого периода коллектив сочетает работу с западной академической музыкой и с китайской классической музыкальной традицией. Новый концертный зал открыт в 2002 году.
Действует также молодёжный состав и духовой ансамбль.

## Музыкальные руководители
- Цай Цзикунь (1945—1949)
- Ван Сици (1949—1959)
- Дай Цуйлунь (1959—1973)
- Ши Вэйлян (1973—1974)
- Дэн Ханьцзинь (1974—1991)
- Чэнь Чэнсюн (1992—2002)
- Су Чжун (2002—2005)
- Кэ Цзилян (2005—2007)
- Лю Сюаньюн (2007—2011)